# Havana (Illinois)
Havana is een plaats (city) in de Amerikaanse staat Illinois, en valt bestuurlijk gezien onder Mason County.

## Demografie
Bij de volkstelling in 2000 werd het aantal inwoners vastgesteld op 3577. In 2006 is het aantal inwoners door het United States Census Bureau geschat op 3420, een daling van 157 (-4,4%).

## Geografie
Volgens het United States Census Bureau beslaat de plaats een oppervlakte van 7,2 km², waarvan 6,8 km² land en 0,4 km² water. Havana ligt op ongeveer 145 m boven zeeniveau.

## Plaatsen in de nabije omgeving
De onderstaande figuur toont nabijgelegen plaatsen in een straal van 20 km rond Havana.